# Demografia de Pernambuco

Densidade populacional dos municípios de Pernambuco (2010).
0-23 hab/km²
23-50 hab/km²
50-100 hab/km²
100-150 hab/km²
150-200 hab/km²
200-300 hab/km²
300-400 hab/km²
400-500 hab/km²
> 500 hab/km²

Segundo dados estatísticos do IBGE, Pernambuco contava no ano de 2000 com uma população de aproximadamente de 7.918.344 habitantes o que correspondia a 4,7% da população brasileira, sendo o estado de Pernambuco uma das unidades da federação de menor superfície - 1,2% do território nacional - o mesmo não ocorre em relação a sua população absoluta e a sua densidade demográfica visto ser uma das unidades da federação mais populosas bem como um dos primeiros colocados quanto a densidade demográfica no quadro nacional.
A importância do estado de Pernambuco no contexto brasileiro é uma decorrência não só do contingente populacional que abriga, mas também pela Importância de sua capital, a cidade do Recife, uma das mais populosas do país, com cerca de 1.561.659 no ano de 2009. E a Região Metropolitana do Recife, que além da capital possui mais 13 municípios, possuía 3.787.667 habitantes no ano de 2009, sendo a 6ª mais populosa do país.
O censo de 2000 revelou que a população urbana de Pernambuco é hoje maior que a população rural, assim como na maioria do país. Cerca de 76,5% dos habitantes do estado moram em zonas urbanas. A densidade demográfica estadual é de 80,3 hab./km².
De acordo com os dados do Instituto Brasileiro de Geografia e Estatística (IBGE), a população de Pernambuco atingiu a marca de 9.539.029 habitantes em 2024, evidenciando um crescimento populacional significativo de 5,29% em relação ao último censo demográfico de 2022.

## Municípios mais populosos
Em relação à estimativa do IBGE realizada em 2024, os cinco  municípios mais populosos de Pernambuco são: Recife (1,587,707), Jaboatão dos Guararapes (683,285), Petrolina (414,083), Caruaru (402,290), e Olinda (365,402).

### Evolução demográfica
Evolução demográfica do estado de Pernambuco.

## Composição étnica
| Cor/Raça  | Porcentagem |
| --------- | ----------- |
| Pardos    | 55,27%      |
| Brancos   | 33,60%      |
| Pretos    | 10,04%      |
| Indígenas | 0,92%       |
| Amarelos  | 0,15%       |

Atualmente segundo a Fundação nacional do índio (Funai), vivem em Pernambuco um total de 25.726 remanescentes dos povos indígenas que primitivamente habitavam no estado. Ao contrário do que muita gente pensa há no estado de Pernambuco 11 etnias indígenas; eles estão assim distribuídos: Pankararu 4.062 pessoas; Kambiwá 1.400; Atikum 4.506; Xucuru 8.502; Fulniô 3.048; Truká 2.535; Tuxá 47; Kapinawá 1.035 ;Pipipãs 591 pessoas.

### Africanos
Através de carta escrita em 1539, ao Rei D. João III, pelo capitão Duarte Coelho Pereira, foi autorizado a importação de 24 escravos africanos da costa da Guiné.
Em 1570, as Capitanias de Pernambuco e Bahia recebem juntas 30.000 negros da Guiné. No decorrer da ocupação holandesa o número aumentou, chegando a apresentar 500 mil cativos, a maioria angolanos. [carece de fontes?]

### Índios
| Etnias indígenas | Pessoas |
| ---------------- | ------- |
| Pankararu        | 4.062   |
| Kambiwá          | 1.400   |
| Atikum           | 4.506   |
| Xucuru           | 8.502   |
| Fulniô           | 3.048   |
| Truká            | 2.535   |
| Tuxá             | 47      |
| Kapinawá         | 1.035   |
| Pipipãs          | 591     |
| Total            | 25.726  |

Há os seguintes grupos indígenas: Fulniô, Xukuru e Kapinawá, que se encontram respectivamente nos municípios de Águas Belas, Pesqueira e Buíque, no agreste do estado, e os Kambiwá, Pankararu, Atikum e
Truká, que se encontram respectivamente nos municípios de Ibimirim, Tacaratu, Floresta
e Cabrobó, no sertão do estado.
A presença autóctone no estado data mais de 10 mil anos. Pinturas rupestres são encontradas em várias áreas do sertão e agreste do estado, sendo as mais conhecidas as do Vale do Catimbau no Município de Buíque, agreste pernambucano.
Dados do censo de 2022 indicaram que há cerca de 106 mil indígenas em Pernambuco, sendo que o estado tem a menor taxa de indígenas em terras oficialmente delimitadas do país (o que pode ser explicado pela dificuldade na demarcação das terras): 61,74% dos moradores das 13 terras demarcadas são indígenas, totalizando 34.314 pessoas.

## Europeus

### Portugueses e Espanhóis
A colonização iniciou-se com os portugueses. Duarte Coelho Pereira tomou posse de sua capitania, Pernambuco, à qual chamou Nova Lusitânia. Com ele, além das famílias burguesas e fidalgas, vieram alguns portugueses do norte de Portugal, Madeira e Açores.
Depois do Minho, a Madeira foi a região de Portugal que mais enviou portugueses para Pernambuco.
A emigração portuguesa para Pernambuco se dividiu em duas fases: entre os séculos XVI ao XVIII, maioria de abastados (nobres e burgueses), e entre os séculos XVIII ao XX, maioria de populares do norte e ilhas portuguesas. Os espanhóis também se fizeram presentes, embora em menor número que os portugueses.

### Alemães
Presença marcante também foi dos alemães. Os primeiros registros datam do século XVII, com a chegada da corte holandesa no Estado, que trouxe alguns alemães. As duas guerras mundiais também impulsionaram a colônia alemã no Recife, que já contou com 1,2 mil imigrantes. Esta presença alemã pode ser observada no Deutscher Klub Pernambuco, fundado em 1920, e que antes era restrito apenas à colônia alemã e seus descendentes. Durante a Segunda Guerra Mundial, o Deutscher Klub Pernambuco, que tinha ligação com o Partido Nazista, foi considerado propriedade alemã e sofreu uma desapropriação pelo Governo Federal, sendo reavido à colônia alemã pernambucana com o fim do conflito. A partir de 1960, o clube passou a organizar a sua Oktoberfest, a tradicional festa da cerveja do Sul da Alemanha. Outra Oktoberfest menor é realizada em Olinda, conhecida como Oktoberfest in der Altstadt von Olinda.
Outras instituições que marcam a história alemã no Recife são o Instituto de Cultura Germânica, que era a escola para os filhos de imigrantes alemães e ingleses, e o Centro Cultural Brasil-Alemanha (CCBA), centro que difunde a língua e cultura alemãs na cidade, sendo reconhecido pelo Consulado Geral da República Federal da Alemanha no Recife. A presença alemã na cidade é também responsável pelo fato de o único consulado alemão que tem jurisdição sobre todo o Norte/Nordeste do país estar na capital pernambucana.

### Ingleses
Os ingleses influenciaram profundamente o Estado e principalmente sua capital. Já no começo do século XIX, a presença inglesa no Recife podia ser constada pela presença de várias empresas, entre as quais estão Great Western, Western Telegraph Company, Pernambuco Tramways and Power Company, Huascar Purcell, Pernambuco Paper Mills, Western of Brazil Railway Company, Price Waterhouse, Machine Cotton, John A. Thom, Cory & Brothers, Bank of London & South America, London & River Plate Bank, Royal Bank of Canada, Boxwell & Cia., Williams & Cia., Conolly & Cia., Ayres & Son e White Martins.
Já que a colônia inglesa não se fez massivamente presente no resto do Brasil, Recife é uma das poucas cidades brasileiras que tem um cemitério próprio para os imigrantes ingleses e seus descendentes, o Cemitério dos Ingleses. O cemitério encontra-se fechado a maior parte do tempo. Apresenta um portão de ferro datado de 1852 - obra dos ingleses da Fundição d'Aurora - e possui um administrador particular, não remunerado, que é eleito por ingleses e seus descendentes.
A Igreja Anglicana já estava presente no Recife com a Holy Trinity Church, que ficava no bairro da Boa Vista. Hoje, a Igreja Anglicana se encontra no bairro dos Aflitos. Também na Boa Vista, no século XIX, foi fundado o British Hospital, que era destinado aos súditos britânicos. Ainda na Boa Vista, havia uma rua que ganhou fama por hospedar ingleses, rua esta que recebeu o nome de Rua do Padre Inglês e assim o mantém até hoje.
Uma lenda que faz parte do folclore pernambucano é que a palavra "forró" surgiu quando a Great Western, para comemorar a inauguração de sua primeira estrada de ferro, promoveu um baile animado por sanfona e zabumba, colocando um cartaz escrito "for all" (para todos).
A influência inglesa se fez sentir, ainda, em certos hábitos: o uso do tecido tropical inglês, do linho diagonal branco - o Taylor & 120 - que não feria a pele do pescoço, da casimira, a gravatinha borboleta, os sapatos com polainas, os chapéus de palha e as bengalas.
Em 1928, George Litlle, funcionário graduado da Great Western, e alguns de seus amigos criaram um clube de golf, denominado Pernambuco Golf Club, que deu origem ao atual Caxangá Golf & Country Club. O Town British Club, na rua Bom Jesus, em cima do London Bank, foi fundado também pelos ingleses.
Também fazem parte das paisagens recifenses mais antigas os bondes que circulavam pela cidade. Ainda hoje, é possível ver os trilhos em ruas no bairro do Recife Antigo, bairro que ainda preserva um pouco da história da cidade com ruas de pedra e trilhos de bonde, além de prédios antigos onde hoje funcionam cervejarias, bares e cafés. O último bonde inglês a circular no Recife fazia o trajeto Boa Vista - Madalena, e funcionou até março de 1954. O bonde permanece exposto na Fundação Joaquim Nabuco.

### Judeus
Na era colonial, houve migração de cristãos-novos para o Brasil. O cristão-novo e mercador Fernão de Noronha, primeiro proprietário da ilha de Fernando de Noronha, foi um dos pioneiros na extração de pau-brasil no litoral pernambucano. Na capitania de Pernambuco, os cristão-novos chegaram a representar 14% da população branca.
Houve perseguições esporádicas do Tribunal do Santo Ofício, com acusações de heresia. Com a ocupação holandesa e a tolerância religiosa instituída por Maurício de Nassau, judeus sefarditas e alguns asquenazitas migraram para o estado, professando livremente sua religião. Só na cidade maurícia, chegaram a 2 mil habitantes. Fundaram a primeira sinagoga do continente americano, Kahal Zur Israel.
Com a Restauração Pernambucana e a volta da região ao controle português, os judeus deixaram o estado. Os menos abastados, sem possibilidade de fretar barcos para a saída, se refugiaram no agreste e sertão pernambucanos e paraibanos Em 1773, o Marquês de Pombal, por decreto, põe fim as leis que distinguem cristão-novos de cristão-velhos, findando a perseguição aos judeus.
No início do século XX, o estado recebeu judeus asquenazitas, de origem polonesa, ucraniana e moldava, majoritariamente, compondo a atual e única Comunidade Judaica do Recife, totalizando, a 2019, em torno de 700 membros.

## Asiáticos

### Árabes
Migração considerável igualmente foi a árabe. O motivo maior da vinda de árabes para o Brasil foi a instabilidade na região do Oriente Médio trazida com a dominação do Império Otomano. O imperador Dom Pedro II, que falava árabe[carece de fontes?], visitou o Líbano e a Síria em 1876. Em Damasco, capital síria, o imperador escreveu um poema, que enviou ao Visconde de Taunay, onde lia-se: "Damasco dos milênios, berço da civilização, e quem a construiu ajudará a construir o Brasil". O fluxo migratório árabe para o Brasil foi estimulado e intensificado no fim do século XIX. No Recife, uma das marcas dos imigrantes é o Clube Libanês, erguido pela colônia libanesa, no bairro do Pina. O primeiro contato árabe com o Estado, entretanto, se fez com missionários católicos sírios que chegaram a Pernambuco nas caravanas portuguesas.
O estado de Pernambuco abriga a segunda maior comunidade palestina do Brasil, concentrada na cidade do Recife, que começou a receber os primeiros imigrantes em 1903. Hoje a comunidade tem cerca de 5 mil pessoas.

### Orientais
O estado tem a sexta maior comunidade nipônica do país, concentrada no Recife, em Bonito e em Petrolina. Alguns vieram do Japão ainda em 1908, outros de São Paulo e do Pará, por falta de espaço no mercado de trabalho, após a Segunda Guerra Mundial. Hoje há aproximadamente 200 famílias nipônicas no estado.
Os chineses estão presentes desde meados de 1920, quando uma pequena leva veio da Guiana inglesa. A partir de 1970 passaram a migrar chineses de Taiwan, com cerca de 200 pessoas no fim dos anos 1980. Só na década de 1990 a comunidade começou a ganhar o tamanho que apresenta hoje, com a vinda de chineses da fronteira do Brasil com o Paraguai. Hoje a comunidade chinesa conta com pouco mais de 2 mil pessoas.